# Villa Kivi
La villa Kivi (finnois : Villa Kivi) est un bâtiment historique situé dans le quartier de  Kallio à Helsinki en Finlande.

## Description
La Villa Kivi est conçue par Selim Arvid Lindqvist en 1890 pour Niilo Michelsson.
Elle est construite sur la rive occidentale de la baie de Töölönlahti à l'adresse Linnunlauluntie 7. 
Dès le début elle est mise à disposition des écrivains, son nom lui est donné le 10 octobre 1990 qui est le jour d'Aleksis Kivi
Au cours du temps elle a reçu de nombreux écrivains parmi lesquels Juhani Aho, Frans Emil Sillanpää et Eino Leino. 
En 1985 la ville d'Helsinki acquiert la villa et la cède à la fondation Kivi-talo.